# Cosigüina
Cosiguina és un estratovolcà que es troba a l'extrem occidental de Nicaragua. Forma una gran península que s'estén cap al golf de Fonseca. El cim, que s'eleva fins als 852 msnm, està truncat per una gran caldera, de 2 x 2,4 km de diàmetre i 500 metres de profunditat, que conté un llac de cràter, la Laguna Cosigüina. Aquest con ha crescut dins d'una caldera anterior, formant un volcà somma.
La darrera erupció va tenir lloc el 1859, però la seva erupció més important es va produir el 20 de gener de 1835, durant la presidència de José Núñez, quan va produir la major erupció històrica de Nicaragua. S'han trobat cendres de l'erupció de 1835 a Mèxic, Costa Rica i Jamaica. Segons una anàlisi de Berkeley Earth Surface Temperature, l'erupció de 1835 va provocar una disminució temporal de la temperatura mitjana terrestre de la Terra d'uns 0,75 graus C.